# Meister der Weibermacht

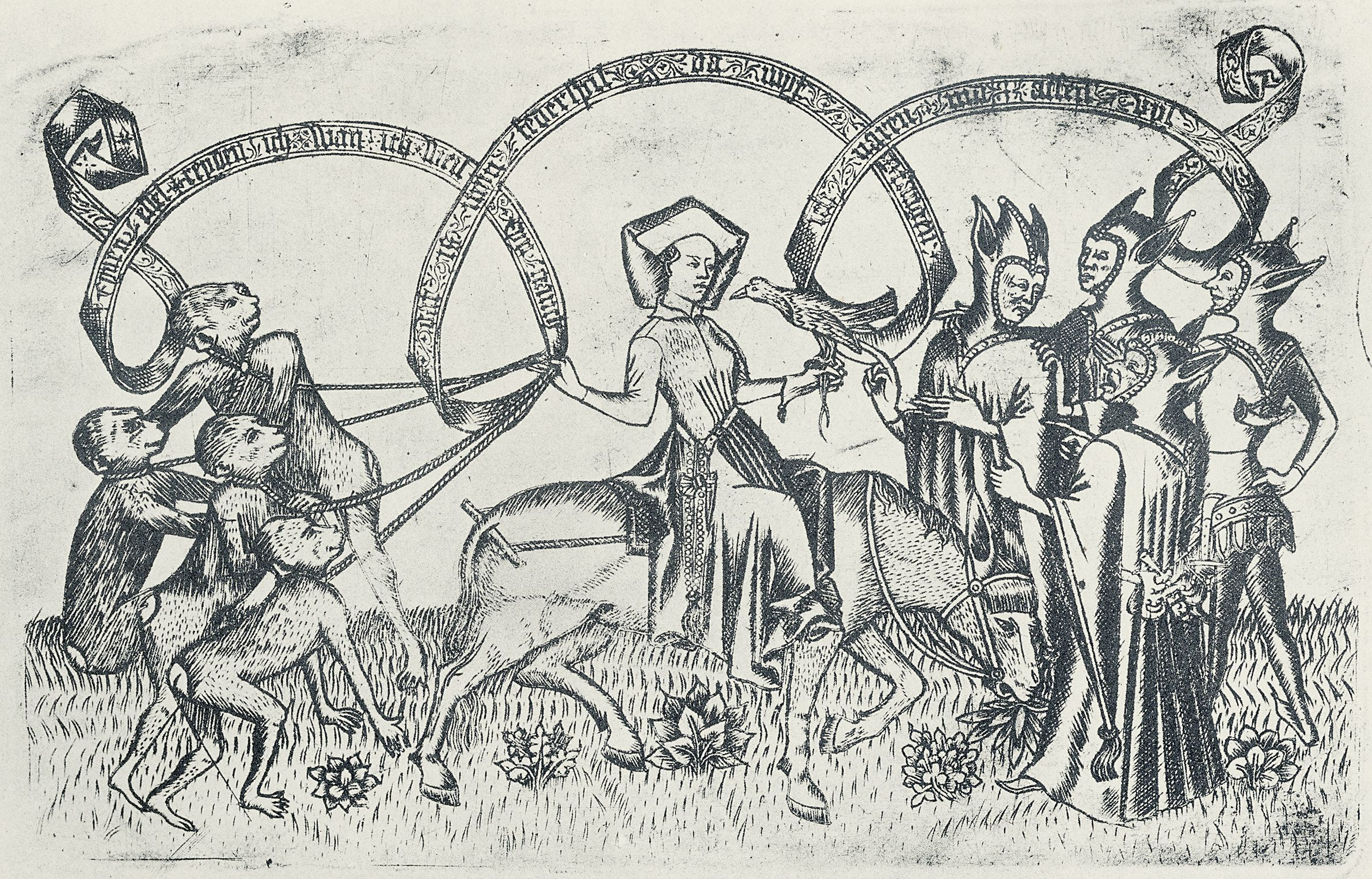
Macht des Weibes (Pouvoir de la femme), gravure sur plaque de cuivre, Allemagne vers 1451–1475.

Le Meister der Weibermacht ou Maître de 1462 est un graveur sur cuivre anonyme qui a œuvré vers 1450-1460 en Basse-Rhénanie.

## Appellation
Le graveur est désigné comme Meister der Weibermacht (« Weiber » signifiant en allemand : « femmes » de façon péjorative), un nom de convention lié à ses illustrations du pouvoir que détiennent les femmes. Ces gravures présentent un motif courant du Moyen Âge tardif et de la Renaissance : le pouvoir qu'on attribue aux femmes de transformer un sage en fou. Ce pouvoir symbolise le « monde renversé » (verkehrte Welt) dans lequel l'ordre social et les rôles des hommes et femmes se retrouvent sens dessus dessous.
Au départ, on le désigne comme Maître de 1462 d'après une gravure qui comportait une date ; on lui attribue ensuite vingt autres gravures à motifs religieux et profanes. Après que l'on a par la suite reconnu que l'auteur de cette gravure datée est « le Maître aux banderoles », un autre graveur anonyme, on lui attribue le nom de convention Meister der Weibermacht (Meister en allemand signifiant « Maître »). On présume alors que ces vingt gravures ont pu être l'œuvre de différents artistes. On lui attribue également le dessin de quelques jeux de cartes.
Il a été actif vers 1450-1460 en Basse-Rhénanie.

## Œuvres choisies
- Bâle, Öffentliche Kunstsammlung, Kupferstichkabinett
  - Passion du Christ
- Berlin, Kupferstichkabinett
  - L'arrestation de Jésus
- Dresde, Kupferstichkabinett
  - Scènes de la vie et de la Passion du Christ
  - Jeu de cartes
- Munich, Staatliche Grafische Sammlung
  - Pouvoir de la femme
  - Sainte Catherine
- Nuremberg, Germanisches Nationalmuseum, Grafische Sammlung
  - Galaktotrophousa
- Vienne, Grafische Sammlung Albertina
  - Christ en croix et trois anges, vers 1451–1475
  - Passion du Christ